# 汐川
汐川（しおかわ）は、愛知県田原市内を流れて田原湾へ注ぐ二級河川。愛知県が管理する二級水系汐川の本川。

## 概要
愛知県田原市赤羽根町に源を発し、田原市の市街地を流れて田原湾へ注ぐ。河川延長は約8.4キロメートル、流域面積は約39.5平方キロメートル。
川幅や勾配は、二級河川上流端（田原市高松町付近）から坪井橋（田原市大草町付近）の上流部が5～12メートルで1/350程度、坪井橋から青津川合流部（田原市神戸町付近）の中流部が30メートルで1/1000程度、青津川合流部から河口までの下流部が40～100メートル（最大部で200メートル）で1/1500程度。瀬や淵は見られず単調な河川環境であるが、河口部には汐川干潟が広がっている。
流域には上流部には森林や農地、下流部には市街地や工場が立地している。1990年に全国で最も水質の悪い川（ワースト1位）であると発表され、2002年度の環境省の調査でもワースト4位とされたが、その後は2020年度までの調査においてワースト5位以内には入っていない。

## 歴史
1897年頃、当時の神戸村長（現在は田原市）仲井式次郎が耕地整理を計画した。当時の汐川は川幅が極端に狭く曲がりくねっており、賛同者は、二毛作が可能な耕地が増え、雨季の氾濫がなくなることを期待していた。県営で改修する事業として取り組まれ、国や地元（現在の田原市に位置する田原町と神戸村）も経費を負担した。地元は組合をつくり、両町村申合せの事業も実施した。これらの事業の記念碑は「汐川改修之碑」として、1931年に清谷川と本川の合流地点に建設され、その後、加治橋のたもとに移された。

## 主な支流
二級河川と準用河川を下流側から順に記載する。
| 河川          | よみ                      | 次数    | 種別              | 管理者        | 主な経過地 | 河川延長 （km） | 備考 |
| ------------- | ------------------------- | ------- | ----------------- | ------------- | ---------- | --------------- | ---- |
| 汐川          | しおかわ                  | 本川    | 二級河川          | 愛知県        | 田原市     | 約8.4           |      |
| 仁皇川        | じんのうがわ              | 1次支川 | 準用河川          | 田原市        | 田原市     |                 |      |
| 弥栄川        | やさかがわ                | 2次支川 | 準用河川          | 田原市        | 田原市     |                 |      |
| 尻無川        | しりなしがわ              | 1次支川 | 準用河川          | 田原市        | 田原市     |                 |      |
| 七曲川        | ななまがりがわ            | 2次支川 | 準用河川          | 田原市        | 田原市     |                 |      |
| 清谷川        | せいやがわ                | 1次支川 | 二級河川 準用河川 | 愛知県 田原市 | 田原市     |                 |      |
| 武助川        | ぶすけがわ                | 2次支川 | 準用河川          | 田原市        | 田原市     |                 |      |
| 十七谷川      | じゅうしちゃがわ          | 2次支川 | 準用河川          | 田原市        | 田原市     |                 |      |
| 庄司川        | しょうじがわ              | 2次支川 | 二級河川          | 愛知県        | 田原市     |                 |      |
| 宮川          | みやがわ                  | 1次支川 | 二級河川          | 愛知県        | 田原市     |                 |      |
| 青津川        | あおつがわ                | 1次支川 | 二級河川          | 田原市        | 田原市     |                 |      |
| 郷原川        | ごうばらがわ              | 2次支川 | 準用河川          | 田原市        | 田原市     |                 |      |
| 越水川 大水川 | こしみずがわ おおみずがわ | 1次支川 | 準用河川          | 田原市        | 田原市     |                 |      |
| 大日川 西山川 | だいにちがわ にしやまがわ | 1次支川 | 二級河川 準用河川 | 愛知県 田原市 | 田原市     |                 |      |
| 東脇川        | ひがしわきがわ            | 2次支川 | 準用河川          | 田原市        | 田原市     |                 |      |
| 早稲田川      | わせだがわ                | 2次支川 | 準用河川          | 田原市        | 田原市     |                 |      |
| 汐川          | しおかわ                  | 1次支川 | 準用河川          | 田原市        | 田原市     |                 |      |
| 大久保川      | おおくぼがわ              | 2次支川 | 準用河川          | 田原市        | 田原市     |                 |      |
| 東久保川      | ひがしおおくぼがわ        | 3次支川 | 準用河川          | 田原市        | 田原市     |                 |      |